# Izumi Shikibu
Izumi Shikibu (japonês: 和泉式部, nascimento em 976?) foi uma poeta japonesa do período período Heian. Ela é uma das Trinta e seis Imortais da Poesia (中古三十六歌仙, chūko sanjurokkasen). 
Com seu legado com 242 poemas e dois kashu, ela é considerada, por muitos, como a maior poetisa do período Heian.
Dividida entre os laços mundanos e o desejo físico, Izumi Shikibu deixou uma herança de poesias de amor, alimentando os rumores que insinuavam que ela era uma femme fatale, com diversos amantes além de seus dois maridos. :155

## Biografia
Izumi Shikibu era a filha mais velha de Oe no Masamune, o governador de Echizen. Sua mãe era filha de Taira no Yasuhira, o governador de Etchu. Em 995, aos 20 anos, Izumi se casou com Tachibana no Michisada, governador de Izumi, região da origem de seu nome, na região de Kansai. A filha de Izumi com Tachibana nasceu em 997, Koshikibu no Naishi, que também se tornou poetisa mais tarde. No entanto, Izumi logo se divorciou e seu ex-marido morreu logo depois. :4,7,9

### Amantes e casamentos
Enquanto ainda era casada com Michisada, ela se apaixonou e teve um caso com o terceiro filho do Imperador Reizei, o Príncipe Tametaka (Danjo no Miya Tametaka Shinnō:弾正宮為尊親王 977–1002). Como resultado do escândalo, seu marido, Tachibana no Michisada, divorciou-se dela, e sua família a rejeitou. O Eiga Monogatari sugere que Tametaka adoeceu e morreu por causa de suas "contínuas escapadas noturnas". :8–9,11
Após a morte de Tametaka, ela foi cortejada pelo irmão de Tametaka, Prince Atsumichi (敦道親王, Atsumichi Shinnō, 981–1007). O primeiro ano desse caso é descrito em seu diário semi-autobiográfico. Sua motivação para escrever o diário "parece ter sido escrito apenas para apaziguar sua mente e registrar os poemas que trocaram". Izumi, então, mudou-se para a residência de Atsumichi, e os dois tiveram um namoro público até a morte de Atsumichi em 1007, aos 27 anos. :12–13
Logo depois, cerca de 1009, Izumi juntou-se à corte de Fujiwara no Shōshi, que era filha de Fujiwara no Michinaga e consorte do Imperador Ichijō. :14

### Diário
Izumi Shikibu Nikki foi escrito no início do relacionamento de Izumi com o Príncipe Atsumichi, por volta de abril de 1003, pouco depois do luto pela morte de Tametaka, e continua por cerca de nove meses (1003–1004). Escrito em terceira pessoa, o diário contém poesia waka, contendo mais de cem poemas, incluindo renga. Seu conteúdo apresenta "ardor e indiferença alternados por parte do Príncipe e timidez e anseio por parte de Izumi". :25–26

### Últimos anos
Enquanto estava na corte, em 1009, ela se casou com Fujiwara no Yasumasa (958–1036), um comandante militar de Michinaga famoso por sua bravura, e deixou a corte para acompanhá-lo até sua missão na província de Tango. Ela viveu mais que Koshikibu no Naishi, mas o ano de sua morte é desconhecido. A última correspondência imperial dela foi um poema escrito em 1027. O Eiga Monogatari inclui este poema, que acompanhou a oferta de joias de Yasumasa para uma figura de Buda "feita em memória da Imperatriz Viúva Yoshiko ".    :13

## Legado
Nas artes contemporâneas, a Ópera Nacional de Paris e o Grand Théâtre de Genève encomendaram em conjunto uma ópera baseada em seus poemas. Intitulada Da gelo a gelo por Salvatore Sciarrino e cantada em italiano, a obra se baseia em 65 poemas de Izumi Shikibu Nikki que retratam sua paixão pelo Príncipe Atsumichi. Foi apresentada no início deo ano de 2008 em Genebra com a Orquestra de Câmara de Genebra.  